# Grupo de Forcados Amadores do Aposento do Alandroal
O Grupo de Forcados Amadores do Aposento do Alandroal é um grupo de forcados da vila do Alandroal, no Alto Alentejo. Os Amadores do Aposento do Alandroal foram fundados a 4 de Abril de 2004.

## História
O Cabo fundador foi José Pedro Barreto. A primeira corrida do Grupo decorreu a 4 de Abril de 2004 na Praça de Toiros de Veiros, Estremoz. Em corrida concurso de ganadarias, os Grupos de Elvas e Redondo apadrinharam a estreia dos Amadores do Aposento do Alandroal perante toiros de Passanha, Sousa D´Andrade, Francisco Luís Caldeira, Lopo de Carvalho, Herdade de Pégoras e Falé Filipe.
A 23 de Abril de 2021 o Grupo perdeu a qualidade de sócio da Associação Nacional de Grupos de Forcados por falta de actividade, deixando de poder participar em corridas em que intervenham grupos associados.

## Cabos
1. José Pedro Barreto (2004–2009)
2. João Passos
3. João Balixa Perquilha